# Gonzalo Ramírez (periodista)
Gonzalo Patricio Ramírez Troncoso (San Antonio, 11 de febrero de 1978) es un periodista y presentador de televisión chileno. Se desempeñó durante 22 años en la cadena de televisión abierta Televisión Nacional de Chile, y en su canal hermano, que es la emisora de televisión por suscripción 24 Horas, Ha sido presentador del noticiario central 24 horas central, y del noticiario matinal 24AM.
En diciembre de 2015 animó los premios Copihue de Oro junto a Diana Bolocco, Katherine Salosny e Ignacio Gutiérrez. Tras la desvinculación de Julián Elfenbein de TVN, el 23 de diciembre de 2015 fue confirmado como animador del XLVII Festival del Huaso de Olmué junto con Karen Doggenweiler.
En noviembre de 2020 dejó el departamento de prensa de TVN para asumir la conducción del matinal Buenos días a todos, del mismo canal, junto a María Luisa Godoy y Carolina Escobar.
En octubre de 2022 dejó TVN para sumarse a Mega, que es del holding Megamedia, a conducir Meganoticias Conecta con Natasha Kennard y Meganoticias Actualiza con Andrea Arístegui.

## Referencias

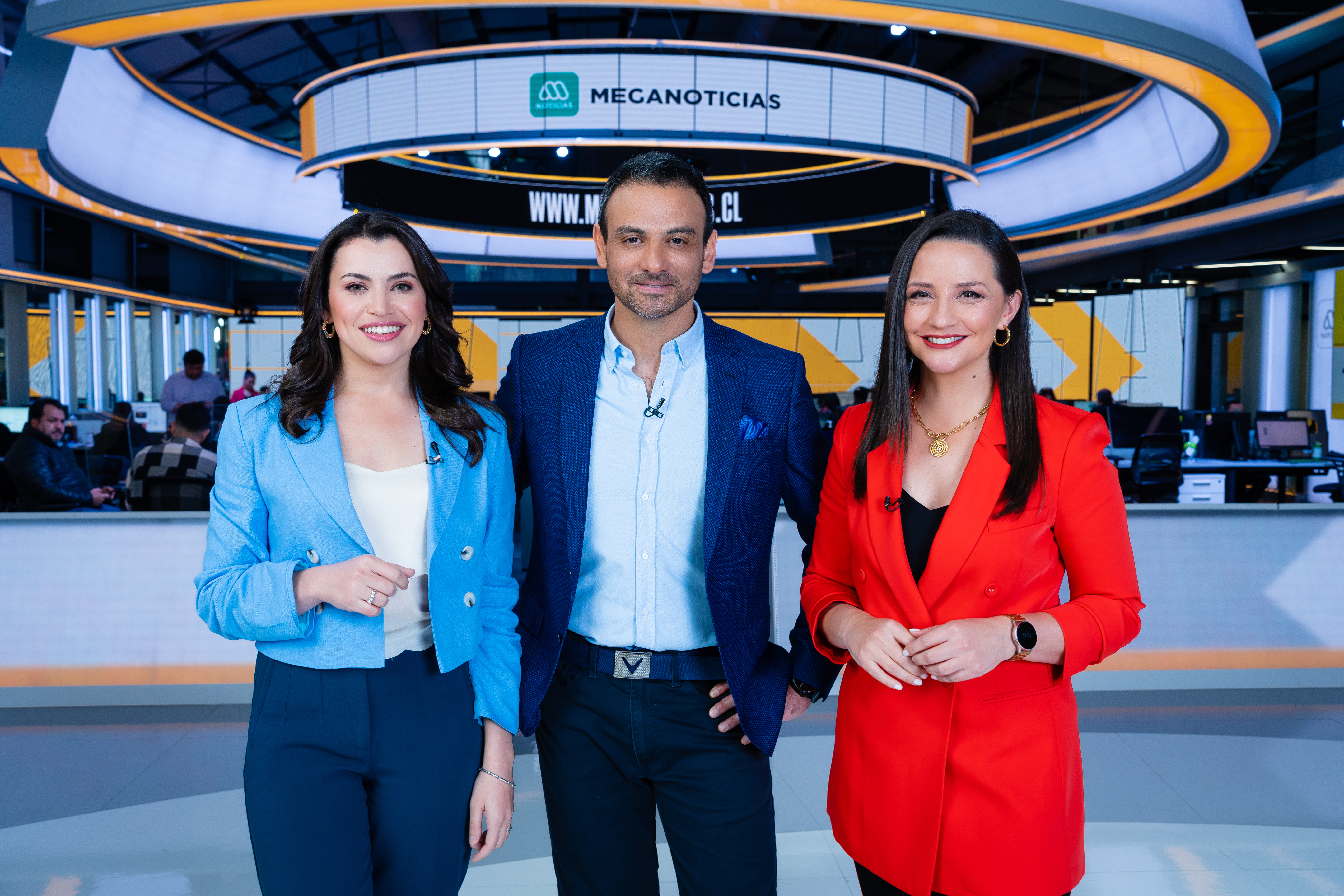